# 三井修
三井 修（みつい おさむ、1948年7月21日 - ）は、日本の歌人。短歌結社「塔」に所属し、選者を務める。また北陸中日新聞「北陸文芸」の短歌選者。2020年より短歌同人誌「まいだーん」発行人。
石川県金沢市出身。石川県立七尾高等学校、東京外国語大学アラビア語学科を卒業後、三井物産に入社。2000年に退社するまで中東関係の業務に従事。バーレーンをはじめ海外駐在を2度経験する。退社後、一橋大学大学院言語社会研究科中退。中東経済研究所上級研究員、日本エネルギー経済研究所研究主幹などを歴任。
30代から短歌を始め、「長風」を経て「塔」入会。北陸中日新聞歌壇選者。東京外国語大学非常勤講師。現代歌人協会会員。日本文芸家協会会員。

## 略歴
- 1948年7月21日 石川県金沢市に生まれる。
- 1972年 東京外国語大学アラビア語学科卒、三井物産株式会社入社。
- 1992年 第一歌集『砂の詩学』刊行
- 1993年 歌集『砂の詩学』で第37回現代歌人協会賞受賞[5]
- 2000年 三井物産退社
- 2004年 歌集『風紋の島』で第31回日本歌人クラブ賞受賞[6]
- 2010年 歌集『薔薇図譜』で第38回泉鏡花記念金沢市民文学賞受賞[7]
- 2014年 歌集『海図』で第16回島木赤彦文学賞受賞[2]

## 著書
- 歌集『砂の詩学』雁書館、1992年。
- 歌集『洪水伝説』雁書館、1995年。
- 歌集『アステカの王』砂子屋書房、1998年。
- 評論集『永田和宏の歌』雁書館〈現代歌人の世界・11〉、2000年。
- 選集『三井修歌集』砂子屋書房〈現代短歌文庫〉、2002年。ISBN　978-4-7904-0646-4
- 歌集『風紋の島』砂子屋書房、2003年。ISBN　978-4-7904-0744-7
- 歌集『軌跡』角川書店、2006年。ISBN　978-4-04-621707-3
- 歌集『砂幸彦』短歌研究社、2008年。ISBN　978-4-86272-107-5
- 歌集『薔薇図譜』短歌研究社、2010年。ISBN　978-4-86272-203-4
- 選集『続 三井修歌集』砂子屋書房〈現代短歌文庫〉、2013年。ISBN　978-4-7904-1453-7
- 歌集『海図』 KADOKAWA、2013年。ISBN　978-4-04-652807-0
- 歌集『汽水域』ながらみ書房、2016年。ISBN 978-4-86023-994-7
- 『うたの揚力：現代短歌鑑賞 一五五首』砂子屋書房、2017年。ISBN　978-4-7904-1643-2
- 歌集『海泡石』砂子屋書房、2019年。ISBN　978-4-7904-1729-3
- 評論集『雪降る国から砂降る国へ』青磁社、2020年。ISBN　978-4-86198-462-4
- 歌集『天使領』角川文化振興財団（発売：KADOKAWA）2024年。ISBN　978-4-04-884560-1